# Reformierte Kirche Silvaplana

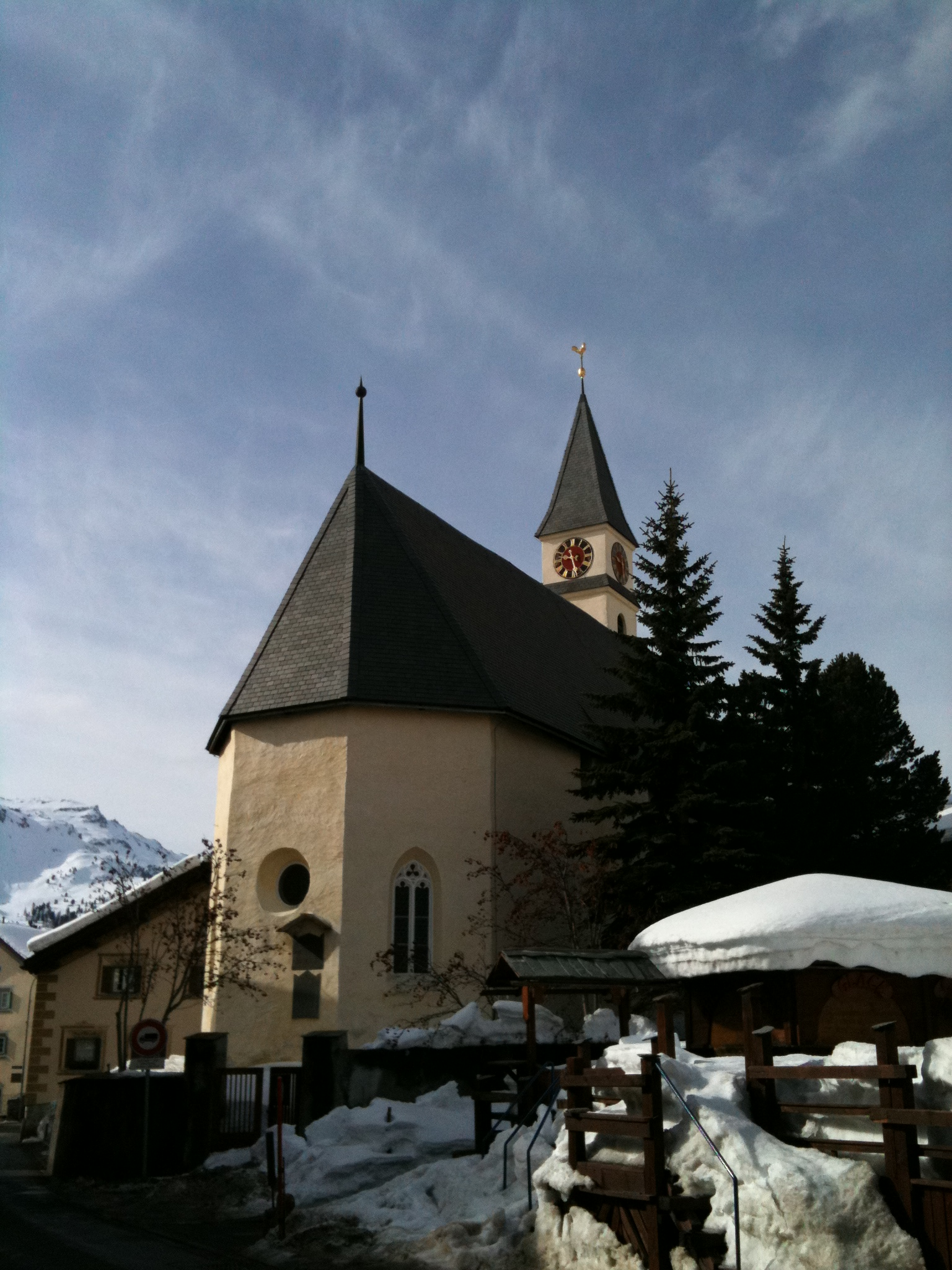
Reformierte Kirche Silvaplana

Die reformierte Kirche in Silvaplana im Oberengadin, Kanton Graubünden  ist ein evangelisch-reformiertes Gotteshaus unter dem Denkmalschutz des Kantons Graubünden.

## Geschichte und Baugeschichte
In Silvaplana bestand im frühen Mittelalter ein Männerkloster. 1233 wird ein Johannes zum Abt gewählt. Erstmals erwähnt wird die Kirche 1356; das Patrozinium Santa Maria 1539. Die Ausgrabungen 1974–75 stiessen unter dem Schiff der heutigen nach Osten (genauer Nordosten) ausgerichteten Kirche auf einen kleinen romanischen Vorgängerbau aus dem 11. Jahrhundert. Freigelegt und restauriert wurde auch der 40 cm tiefer gelegene Boden der gotischen Kirche, wo Grabplatten, Gräber, Skelette und Schutt mit Malereifragmenten aus dem 14. Jhdt. zum Vorschein kamen. 1491 wird der gotische Chor von Steffan Klain neu erbaut, etwas später werden das Schiff eingewölbt und der Turm erhöht. Renovationen erfolgen 1681, 1873 (im Schiff Ersatz der drei Spitzbogenfenster durch Rundbogenfenster) und 1906 werden unter Nicolaus Hartmann jun. die Empore eingebaut und der spitze Turmhelm aufgesetzt. Restaurationen finden 1974–75 innen (wieder Spitzbogenfenster) und 1994 aussen statt.

## Äusseres
Die Kirche ist ein strebenloser Längsbau unter einem steilen Satteldach mit eingezogenem, dreiseitig geschlossenem Chor. Das Portal rundbogig gefast. Der Turm steht an der Westfront, seine unteren vier Geschosse mit einfachen und gekoppelten Rundbogenfenstern stammen aus spätromanischer Zeit, wie wahrscheinlich auch die Umfassungsmauern des Schiffs. Die jüngeren Aufbauten des Turms betreffen zwei Glockengeschosse, die Uhr und einen kurzen Spitzhelm.

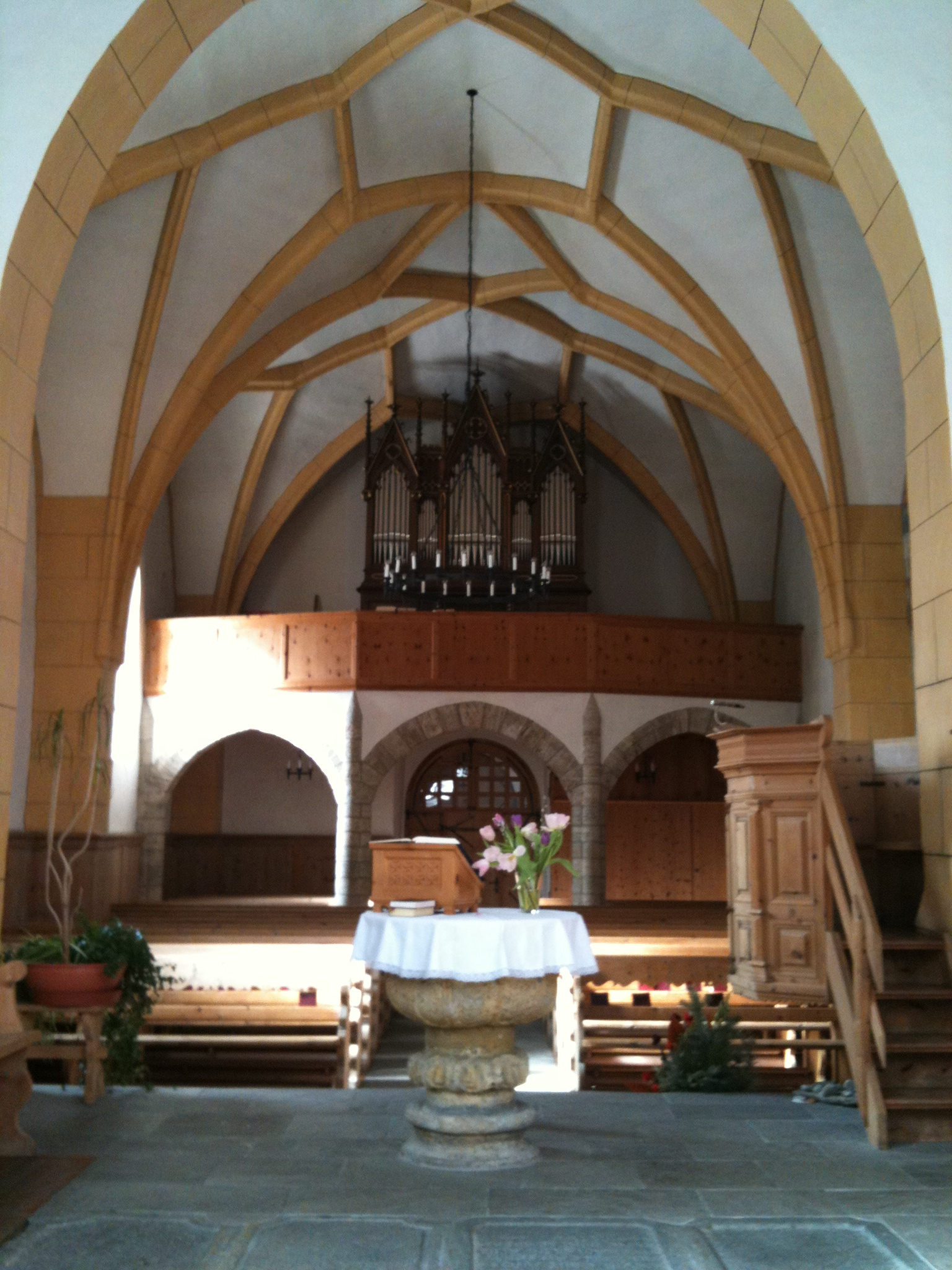
Innenansicht

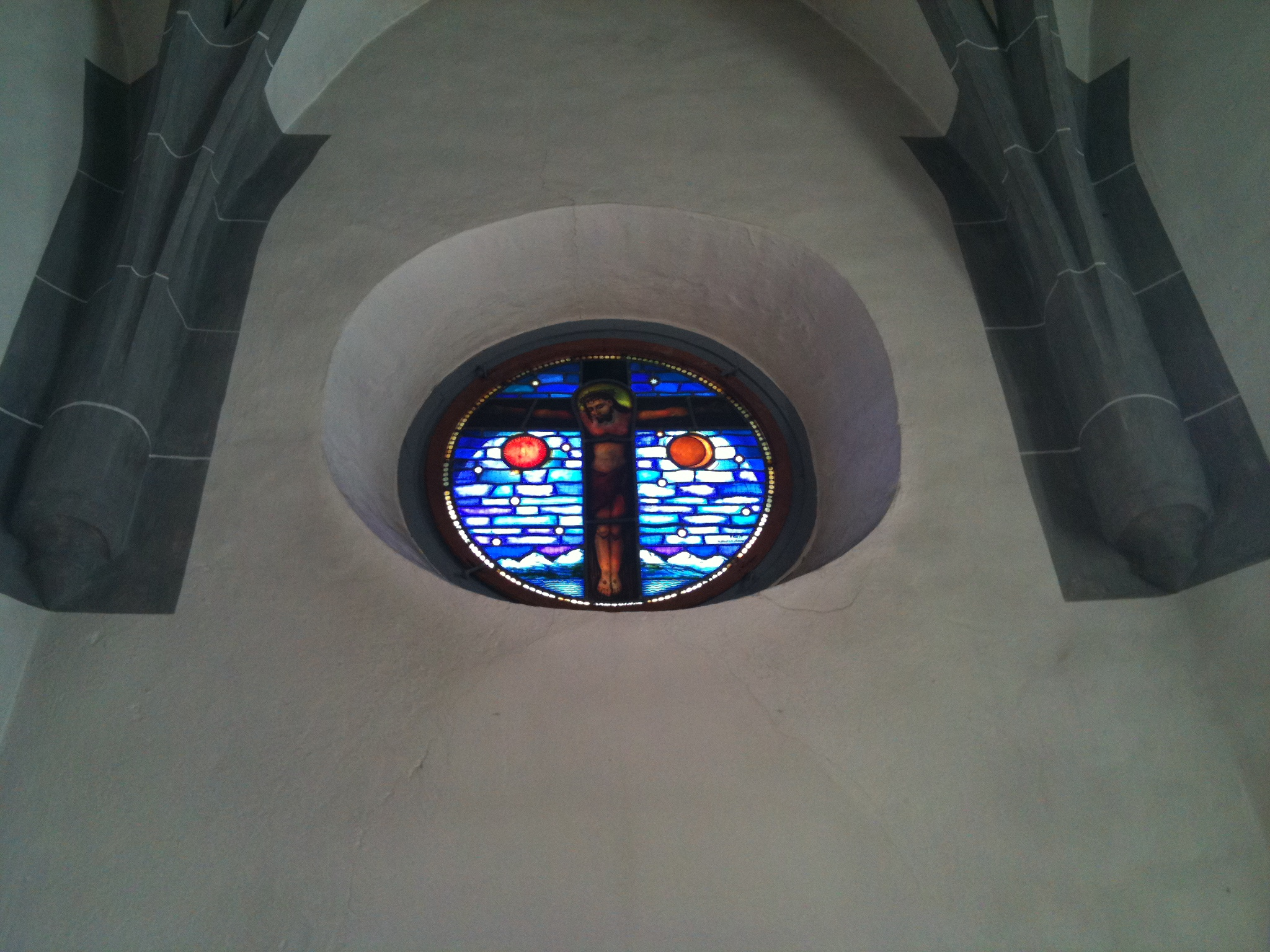
Fenster im Chor von Ernst Rinderspacher

## Inneres
Im Gesamtbild ist die Kirche eine spätgotische Anlage, bestehend aus dem Schiff und dem nach Osten gerichteten, dreiseitig geschlossenen Chor. Der Chor ist überdeckt mit einem zweijochigen Sterngewölbe, dessen einfach gekehlte Rippen in kurzen Stümpfen enden. Schlussstein mit sechsstrahligem Stern. Am Gewölbe war früher die Bauinschrift "1491 meister steffa". Diese bezieht sich auf den Baumeister des Chores, Steffan Klain. Über dem Schiff ein zweijochiges Gewölbe, dessen Figuration eine sehr originelle Komposition aus Kreuzen und Sternen darstellt. Diese Art der Konstruktion kommt bei Steffan Klain nicht vor und man kann annehmen, dass das Schiff (wie anderenorts auch) nicht von Klain, sondern von einem seiner Gesellen und Nachfolger, wahrscheinlich von Sebold Westtolf stammt.
Das Rundfenster in der mittleren Chorwand enthält die Darstellung "Der gekreuzigte Heiland" von Ernst Rinderspacher (1943). Spätgotischer Taufstein mit zwölfeckiger Schale und einem Schaftring in der Art des Granatapfelnodus. Polygonale, undekorierte Kanzel um 1740.

## Malereifragmente
Als bei der Renovation 1974 der Bauschutt unter dem spätgotischen Mörtelboden ausgeräumt wurde, kamen im Bereich der Apsis des Vorgängerbausund in dessen rechter Schiffseite tausende Stücke bemalen Verputzes zum Vorschein. Diese Fragmente sind – in rund 20 Schachteln verpackt – im archäologischen Dienst Kanton Graubünden deponiert. Eine vollständige Auswertung fehlt. Eine erste Sichtung der Fragmente ergab zwei zeitlich verschiedene Gruppen. Einige tausend bemalte Stücke sind hochgotisch. Zusammensetzbare Stücke ergeben Fragmente einer Majestas Domini, eines Adlerkopfes, eines Männerkopfes mit geometrischer Ohrlocke, einer Hand mit Messer, einer Muschel mit grünem Hintergrund, zahlreiche Heiligenköpfe, eines Kapitells mit geometrischem Dreiblatt mit Kreuzborte und stilisierte Pflanzenmotive. Es handelt sich wohl um eine Apsisausmalung mit Majestas Domini Domini mit den Evangelistensymbolen und einer Apostelreihe (Jakobus, Bartholomäus). Es sind Malereien von ausserordentlich hoher Qualität. Die grösseren Fragmente lassen eine Entstehung in der ersten Hälfte des 14. Jahrhunderts annehmen, also ungefähr zeitverwandt mit Werken des Waltensburger Meister, doch sicher nicht von ihm, sondern wahrscheinlich verwandt mit gewissen Südtiroler Malereien aus der Mitte des 14. Jahrhunderts.

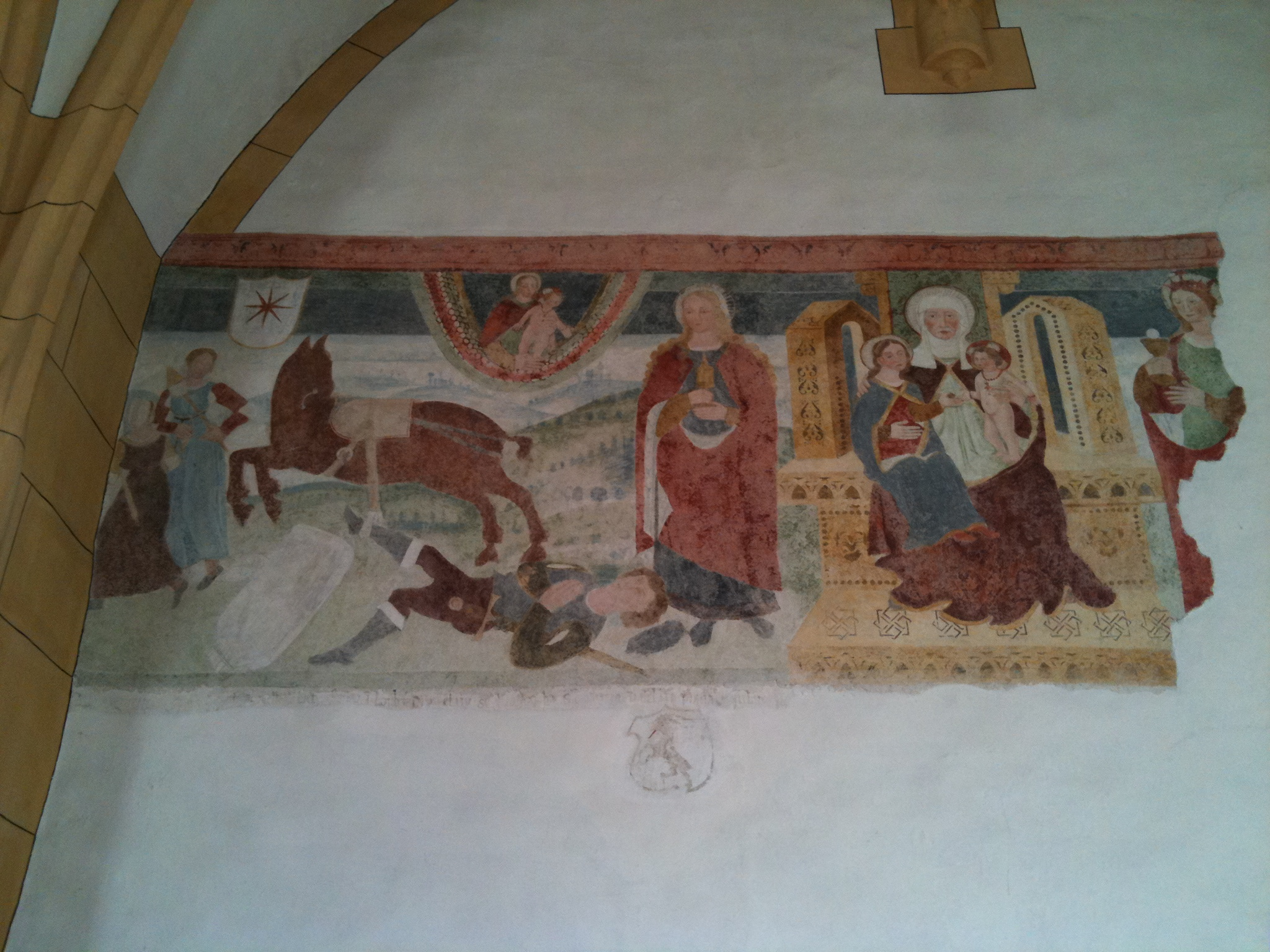
Spätgotisches Fresko

## Fresken
Das spätgotische Fresko an der Nordwand stammt aus der Zeit um 1500 (oberitalienische Werkstatt): In der Mitte des rechten Teils sitzt auf einem goldenen Thron die hl. Anna selbdritt  (die Mutter der Maria mit Maria und Jesuskind – siehe dazu auch Reformierte Kirche Fex Crasta), rechts steht die hl. Magdalena, links die hl. Barbara. Der linke Teil zeigt ein Votivbild mit einem stürzenden Reiter und einer Muttergotteserscheinung in südlicher Landschaft, unbekanntes Sternwappen. Unter dem Fresko ist das Wappen des Gotteshausbund erkennbar.

## Orgel

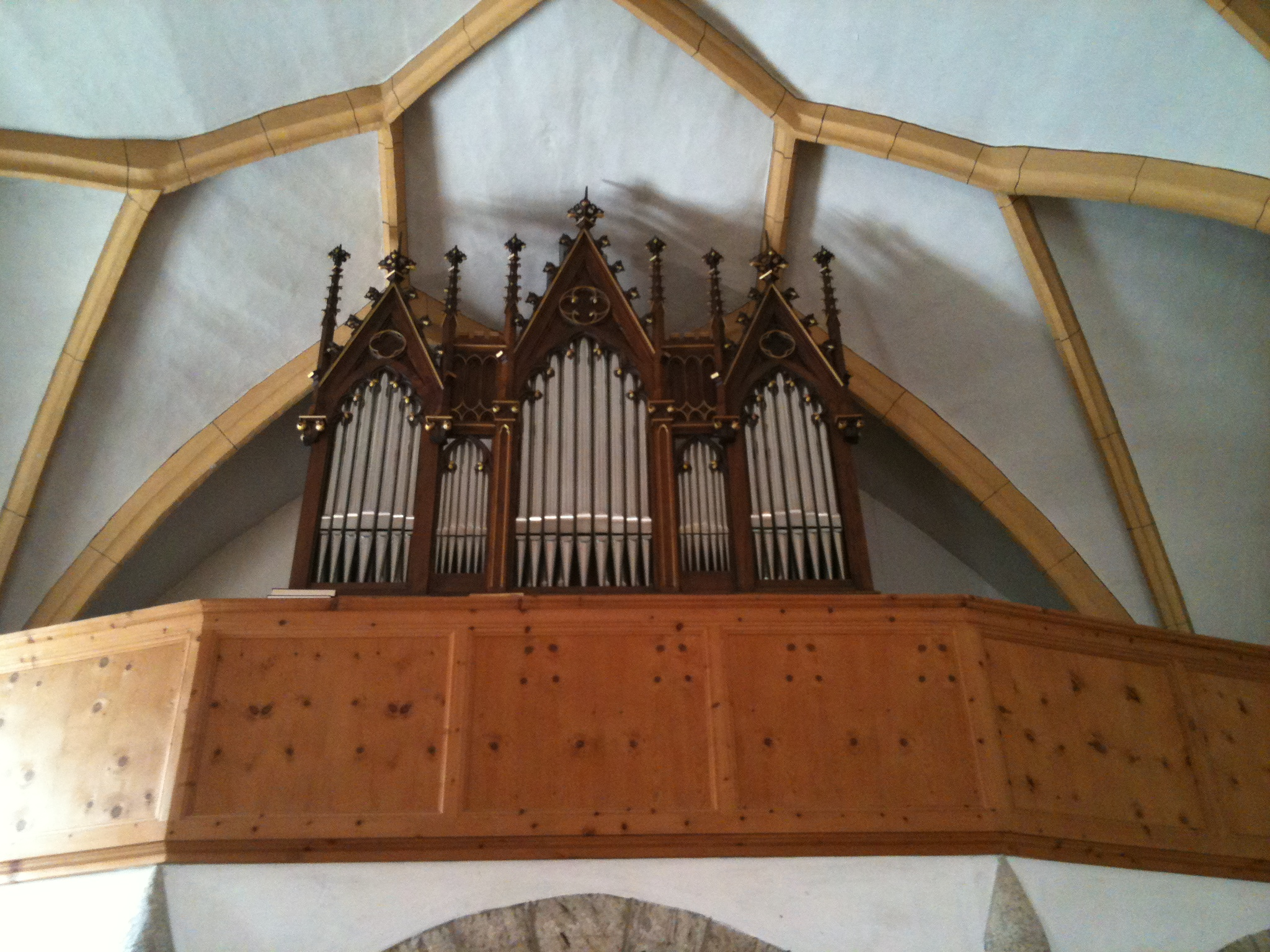
Orgel

Die Orgel in der reformierten Kirche Silvaplana ist ein schönes Beispiel einer Orgel, bei der das Gehäuse und der Klang erhalten geblieben sind, die technische Anlage jedoch ersetzt wurde. Ausgangspunkt der heutigen Orgel ist das Instrument von Jakob Metzler, das aus der Zeit um 1900 stammt. Diese Orgel mit einem Manual, Pedal und sieben Registern war eine Kegelladenorgel mit pneumatischer Traktur und freistehendem Spieltisch. Mit den vier 8′-Stimmen (sanfte Abstufung durch je einen Vertreter des Prinzipal- und Weitchores sowie zwei Streichregistern), dem Fehlen der 2′-Lage und der Mixtur, war dies ein typisches Instrument der Epoche des romantischen Orgelbaus. Die 1988 von Orgelbau Kuhn gebaute Orgel übernahm die sieben alten Register und das neugotische Gehäuse. Die pneumatische Kegellade wurde durch eine mechanische Schleiflade mit mechanischer Traktur ersetzt und der freistehende Spieltisch zugunsten eines eingebauten Spielschrankes aufgegeben. Das Instrument wurde auf zwei Manuale und 15 Register erweitert mit einem Manual- und Pedalumfang von C-g3 bzw. C-f1. Die alte 4′-Flöte wurde alternierend gebaut, so dass sie sowohl im ersten als auch im zweiten Manual registrierbar ist. Die acht neuen Register wurden in der Intonation den alten angeglichen. Das aufgeteilte Kornett im zweiten Manual, die Posaune 8′ im Pedal und der eingebaute Tremulant vergrössern die Möglichkeiten des Instrumentes.

## Glocken
Nach Nüscheler (1864) hingen in Silvaplana zwei Glocken aus dem Jahre 1652. Heute hängen in der engen Glockenstube in einem Gestell aus U-Eisen übereinander drei elektrisch angetriebene Glocken:
- Durchmesser 120 cm. Gewicht: 1030 kg. Inschrift: * LA CHAREZZIA AIS L'ACCUMPLIMAINT DALLA LEDSCHA. ROM. 13,10 * IN MEMÜRGIA DA RETO GAUDENZI DISGRAZCHO IN LAVINA INSEMBEL CUN ERMO CRÜZER ALS 22 MARZ 1971 DÜRANT LUR SERVEZZAN SÜL CORVATSCH. DEDICHO DA HANS. Glockengiesserei Rüetschi AG, Aarau 1972.
- Durchmesser 98 cm. Gewicht ca. 550 kg. Inschrift: * EHRE SEI GOTT INDER HÖHE UND FRIEDE AUF ERDEN *. Bilder: Friedensengel, Girlanden oben und unten. Glockengiesserei Theus Felsberg (1873)[15].
- Durchmesser 70 cm. Gewicht ca. 280 kg. Inschrift: * WO DER HERR DIE STADT NICHT BEHÜTET, DA WACHET DER WÄCHTER UMSONST *. Gegossen von Gebr. Theus in Felsberg anno 1873[16]. Bilder: Girlanden oben und unten ringsum.

## Kirchliche Organisation
1233 bestand in Silvaplana ein Männerkloster mit einer Klosterkirche. Kirchlich gehörte Silvaplana im Mittelalter zu Sankt Mauritius St. Moritz. Wann sich Silvaplana von St. Moritz trennte, ist nicht mit Bestimmtheit zu ermitteln, jedenfalls erschien Silvaplana schon 1550 als eigene Pfarrei. Silvaplana trat ca. 1552 unter Pietro Paolo Vergerio zum evangelischen Glauben über. Silvaplana war kirchgemeindlich fusioniert mit Sils im Engadin/Segl und Champfèr und gehörte in der evangelisch-reformierten Landeskirche Graubünden zum Kolloquium VII Engiadin'Ota-Bregaglia-Poschiavo-Sursès. Seit 2017 gehört Silvaplana zur Evangelisch-reformierten Kirchgemeinde Oberengadin (romanisch: Baselgia evangelica-refurmeda Engiadin'Ota), umgangssprachlich Refurmo genannt.

## Verschiedenes
Seit der Zeit Karls des Großen war die Kirche Santa Maria in Silvaplana Wallfahrtsort für katholische Gläubige. Obwohl die Bewohnerinnen und Bewohner des Ortes inzwischen mehrheitlich reformierte waren, blieb das auch nach der Reformation. Anlässlich einer grossen Wallfahrt zur heiligen Maria von Silvaplana im Jahr 1719 kam es zu einer gesanglichen Auseinandersetzung zwischen katholischen Pilgern und reformierten Einheimischen. Als die katholischen Gläubigen mit dem "Salve Regina" der Gottesmutter Maria huldigten, schmetterten ihnen die Reformierten auf der andern Seite der Apsis mit der "Hugenottenmarseillase" ihre Psalmenlieder entgegen.